# Lars Hörmander
Lars Valter Hörmander (24. ledna 1931, Mjällby, Švédsko – 25. listopadu 2012, Malmö) byl švédský matematik, který výrazně přispěl k teorii lineárních parciálních diferenciálních rovnic, o níž napsal i několik knižních děl; pravděpodobně nejznámější je čtyřsvazkovou dílo Analysis of Linear Partial Differential Operators I-IV. Byl nositelem Fieldsovy medaile (1962) a Wolfovy ceny za matematiku (1988).